# Segnaletica stradale in Ucraina
I segnali stradali in Ucraina sono regolati dal Правила дорожнього руху (Codice della strada), modificato il 15 aprile 2013 con l'aggiunta di nuovi segnali stradali.
I segnali stradali russi sono suddivisi in 6 categorie, e ciascuno ha un proprio numero di identificazione. Si suddividono in:
1. Segnali di pericolo;
2. Segnali di priorità;
3. Segnali di divieto;
4. Segnali di obbligo;
5. Segnali di informazioni;
6. Segnali di servizi;
7. Pannelli integrativi.

La forma, le dimensioni ed i colori dei segnali stradali dell'Ucraina sono simili a quelle dei corrispondenti segnali stradali della Russia e ciascuno di essi è classificato e catalogato con un numero proprio.
A differenza dei segnali che venivano utilizzati nel periodo sovietico, fatti su lamiera senza alcuna proprietà riflettente, i segnali stradali moderni anche in Ucraina sono dotati di una pellicola riflettente o di illuminazione propria a led o con lampade ad incandescnza.

I segnali verticali sono validi per tutti gli utenti della strada a meno che l'eccezione non venga esplicitamente indicata da un pannello integrativo. Il testo riportato nei segnali è l'ucraino con iscrizioni in cirillico, eccezion fatta per il segnale di fermarsi e dare la precedenza che riporta la scritta STOP in caratteri latini.

## Segnali di pericolo
In Ucraina la maggior parte dei segnali di pericolo hanno forma di un triangolo equilatero bianco con bordo rosso; sono installati a circa 50-100 metri a distanza dal pericolo indicato nei centri abitati o a 150-300 metri su strade extraurbane. Se il pericolo è ad una distanza differente da quella normativa viene utilizzato un pannello integrativo di distanza o quello di estesa per indicare per quanti metri è valido il pericolo.
| Segnale ucraino | Significato                                                                 | Spiegazione |
|                 | Curva pericolosa a destra                                                   | Presegnala un tratto di strada non rettilineo pericoloso per la limitata visibilità o per caratteristiche del tracciato (curva stretta a destra). |
|                 | Curva pericolosa a sinistra                                                 | Presegnala un tratto di strada non rettilineo pericoloso per la limitata visibilità o per caratteristiche del tracciato (curva stretta a sinistra). |
|                 | Doppia curva pericolosa, la prima a destra                                  | Presegnala una doppia curva, di cui la prima a destra. |
|                 | Doppia curva pericolosa, la prima a sinistra                                | Presegnala una doppia curva, di cui la prima a sinistra. |
|                 | Pannello delineatore per curve                                              | Segnala il raggio di curvatura di una curva. |
|                 | Pannello delineatore per curve                                              | Segnala il raggio di curvatura di una curva. |
|                 | Pannello delineatore per incroci                                            | Segnala la fine di una strada in un incrocio a T. |
|                 | Strettoia simmetrica                                                        | Segnala un restringimento pericoloso della carreggiata su entrambi i lati. |
|                 | Strettoia asimmetrica a destra                                              | Segnala un restringimento pericoloso della carreggiata posto sul lato destro. |
|                 | Strettoia asimmetrica a sinistra                                            | Segnala un restringimento pericoloso della carreggiata posto sul lato sinistro. |
|                 | Salita ripida                                                               | Presegnala un tratto di strada in forte salita secondo il senso di marcia. La pendenza è espressa in percentuale. |
|                 | Discesa pericolosa                                                          | Presegnala un tratto di strada in discesa secondo il senso di marcia. La pendenza è espressa in percentuale. |
|                 | Sbocco su argine o molo                                                     | Presegnala il pericolo di caduta in acqua. Può essere integrato con pannelli distanziometrici. |
|                 | Galleria                                                                    | Presegnala la presenza di una galleria stradale. |
|                 | Strada deformata                                                            | Segnala un tratto di strada in cattivo stato o con pavimentazione irregolare. |
|                 | Dosso                                                                       | Segnala un'anomalia altimetrica convessa della strada che limita la visibilità. |
|                 | Cunetta                                                                     | Segnala un'anomalia altimetrica concava della strada che limita la visibilità. |
|                 | Strada sdrucciolevole                                                       | Presegnala un tratto di strada che in particolari condizioni climatiche od ambientali può diventare sdrucciolevole. |
|                 | Ghiaia                                                                      | Presegnala la presenza di pietrisco, di materiale minuto o granaglia che può essere proiettato a distanza o scagliato in aria dai veicoli in transito. |
|                 | Banchina cedevole                                                           | Presegnala un tratto di strada con banchina laterale cedevole. |
|                 | Caduta massi                                                                | Presegnala il pericolo di caduta massi dalla parete rocciosa soprastante con possibile presenza di pietre sulla carreggiata. |
|                 | Vento trasversale                                                           | Presegnala la possibilità di forti raffiche di vento laterale. |
|                 | Aerei a bassa quota                                                         | Presegnala la possibilità di improvvisi forti rumori o abbagliamenti dovuti ad aeroplani a bassa quota. |
|                 | Intersezione con circolazione rotatoria                                     | Segnala, sulle strade urbane e extraurbane, una intersezione regolata da circolazione rotatoria. |
|                 | Attraversamento di tram                                                     | Segnala attraversamento tranviario. |
|                 | Intersezione con priorità a destra                                          | Presegnala un incrocio in cui vige la regola generale di dare la precedenza a destra. |
|                 | Intersezione con priorità                                                   | Presegnala un incrocio con una strada di minore importanza in cui si ha la precedenza sui veicoli provenienti sia da destra che da sinistra. |
|                 | Intersezione con priorità sulla strada secondaria a destra                  | Presegnala un incrocio a T con una strada di minore importanza che non ha diritto di precedenza e che si immette da destra. |
|                 | Intersezione con priorità sulla strada secondaria a sinistra                | Presegnala un incrocio a T con una strada di minore importanza che non ha diritto di precedenza e che si immette da sinistra. |
|                 | Intersezione con priorità sulla strada secondaria a destra e poi a sinistra | Presegnala un incrocio a T con una strada di minore importanza che non ha diritto di precedenza e che si immette da destra, seguita da una a sinistra. |
|                 | Intersezione con priorità sulla strada secondaria a sinistra e poi a destra | Presegnala un incrocio a T con una strada di minore importanza che non ha diritto di precedenza e che si immette da sinistra, seguita da una a destra. |
|                 | Semaforo                                                                    | Presegnala un impianto semaforico posto su strade sia urbane che extraurbane. |
|                 | Ponte mobile                                                                | Presegnala una struttura stradale mobile comunque manovrabile. |
|                 | Doppio senso di circolazione                                                | Segnala un tratto di strada che da senso unico diventa a doppio senso. |
|                 | Passaggio a livello con barriere                                            | Segnala un passaggio a livello con barriere ed è integrato con il pannello distanziometrico a tre barre rosse. |
|                 | Passaggio a livello senza barriere                                          | Segnala un passaggio a livello senza barriere ed è integrato con il pannello distanziometrico a tre barre rosse. |
|                 | Incrocio con un passaggio a livello                                         | Segnala un passaggio a livello con un solo binario, ed invita quindi i conducenti alla massima prudenza, invitandoli a fermarsi immediatamente se fossero attive le due luci rosse lampeggianti e/o il segnale acustico che indicano l'avvicinarsi del treno.   |
|                 | Incrocio con un passaggio a livello a più di un binario                     | Segnala un passaggio a livello con più di un binario, ed invita quindi i conducenti alla massima prudenza, invitandoli a fermarsi immediatamente se fossero attive le due luci rosse lampeggianti e/o il segnale acustico che indicano l'avvicinarsi del treno. |
|                 | Pannelli distanziometrici lato destro                                       | Indicano la distanza dal passaggio a livello o dal ponte mobile o dal molo per il quale vengono installati. Sono posti sul lato destro della carreggiata |
|                 | Pannelli distanziometrici lato sinistro                                     | Indicano la distanza dal passaggio a livello o dal ponte mobile o dal molo per il quale vengono installati. Sono posti sul lato sinistro della carreggiata |
|                 | Attraversamento pedonale                                                    | Segnala la prossimità di un attraversamento pedonale segnalato da strisce pedonali. |
|                 | Bambini                                                                     | Segnala luoghi frequentati da bambini, come le scuole, i giardini pubblici, i campi di gioco e simili. |
|                 | Ciclisti                                                                    | Presegnala attraversamento di ciclisti contraddistinto da appositi segni sulla carreggiata. |
|                 | Attraversamento di animali domestici                                        | Presegnala un tratto di strada con probabile improvvisa presenza od attraversamento di animali domestici. |
|                 | Attraversamento di animali selvatici                                        | Presegnala un tratto di strada con probabile improvvisa presenza od attraversamento di animali selvatici. |
|                 | Lavori                                                                      | Presegnala cantieri di lavori in corso, depositi temporanei di materiale, presenza di macchinari adibiti ai lavori stradali. |
|                 | Coda                                                                        | Presegnala un tratto di strada in cui è in atto un forte rallentamento od una coda del traffico. |
|                 | Altri pericoli                                                              | Segnala un pericolo diverso da quelli indicati negli altri segnali di pericolo; deve essere accompagnato da un pannello integrativo. |
|                 | Fine tratto di strada asfaltata in buono stato                              | Presegnala la fine di un tratto di carreggiata in buone condizioni di sottofondo e l'inizio di un tratto di strada con pavimentazione irregolare e carenza o assenza di segnaletica orizzontale.                                                                |
|                 | Possibilità di incidenti                                                    | Presegnala un tratto di strada con più elevata possibilità di incidenti, ed è accompagnato da un pannello integrativo che ne specifica la causa. |

## Segnali di priorità
I segnali di priorità forniscono informazioni od obblighi su intersezioni e la priorità vigente in essi. Hanno forma e dimensione come nella maggior parte dei Paesi europei ed hanno validità anche in corrispondenza di intersezioni semaforiche con sistema spento o non funzionante.
| Segnale ucraino | Significato                                        | Spiegazione |
|                 | Dare precedenza                                    | Prescrive di dare precedenza all'incrocio. |
|                 | Fermarsi e dare la precedenza                      | Prescrive l'obbligo di arrestarsi in ogni caso in corrispondenza della striscia trasversale di arresto ad un incrocio e di dare precedenza.                   |
|                 | Strada con diritto di precedenza                   | Indica l'inizio di una strada il cui traffico ha diritto di precedenza.                                                                                       |
|                 | Fine della strada con diritto di precedenza        | Indica la fine di una strada il cui traffico ha diritto di precedenza.                                                                                        |
|                 | Precedenza ai veicoli provenienti in senso inverso | Prescrive di dare precedenza ai veicoli provenienti in direzione opposta in una strada a doppio senso che consente il passaggio di una sola fila di veicoli.  |
|                 | Precedenza rispetto al traffico inverso            | Indica la precedenza rispetto ai veicoli provenienti in direzione opposta in una strada a doppio senso che consente il passaggio di una sola fila di veicoli. |

## Segnali di divieto
| Segnale ucraino | Significato                                                                                 | Spiegazione |
|                 | Divieto di transito                                                                         | Vieta a tutti i veicoli di entrare in una strada. |
|                 | Divieto di circolazione per i veicoli a motore                                              | Vieta il transito a tutti i veicoli a motore. |
|                 | Divieto di circolazione per i mezzi destinati al trasporto merci oltre... tonnellate        | Vieta il transito ai veicoli da trasporto non adibiti al trasporto di persone che pesano oltre... tonnellate. |
|                 | Divieto di circolazione per i rimorchi                                                      | Vieta il transito a tutti i veicoli con un rimorchio che non sia un semi-rimorchio od un rimorchio ad un solo asse. |
|                 | Divieto di circolazione ai mezzi agricoli                                                   | Vieta il transito a tutti i mezzi agricoli. |
|                 | Divieto di circolazione per le motociclette                                                 | Vieta il transito a tutti i veicoli a motore con due ruote. |
|                 | Divieto di circolazione per i ciclomotori                                                   | Vieta il transito a tutti i ciclomotori. |
|                 | Divieto di circolazione alle biciclette                                                     | Vieta il transito alle biciclette. |
|                 | Accesso vietato ai pedoni                                                                   | Vieta il transito ai pedoni. |
|                 | Accesso vietato ai veicoli a braccia                                                        | Vieta il transito ai veicoli a braccia. |
|                 | Accesso vietato ai veicoli a trazione animale                                               | Vieta il transito ai veicoli a trazione animale. |
|                 | Divieto di circolazione per i veicoli che trasportano merci pericolose                      | Vieta il transito ai veicoli che trasportano merci pericolose, come esplosivi, benzina, materie tossiche o radioattive. |
|                 | Divieto di circolazione per i veicoli che trasportano merci esplosive                       | Vieta il transito ai veicoli che trasportano merci esplosive. |
|                 | Divieto di circolazione per i veicoli che trasportano merci che possono contaminare l'acqua | Vieta il transito ai veicoli che trasportano merci che possono contaminare l'acqua. |
|                 | Peso massimo                                                                                | Vieta il transito ai veicoli aventi massa superiore a quella indicata in tonnellate al momento del transito. |
|                 | Peso massimo sull'asse                                                                      | Vieta il transito ai veicoli aventi sull'asse più caricato una massa superiore a quella indicata al momento del transito. |
|                 | Larghezza massima                                                                           | Vieta il transito ai veicoli aventi larghezza superiore a quella indicata in metri. |
|                 | Altezza massima                                                                             | Vieta il transito ai veicoli aventi altezza superiore a quella indicata in metri. |
|                 | Lunghezza massima                                                                           | Vieta il transito ai veicoli od ai complessi di veicoli di lunghezza superiore alla lunghezza indicata in metri. |
|                 | Distanza minima                                                                             | Vieta di seguire il veicolo che precede ad una distanza inferiore a quella indicata, in metri, sul segnale. |
|                 | Divieto di accesso                                                                          | Vieta di entrare in una strada accessibile invece in un altro senso. |
|                 | Divieto di svoltare a destra                                                                | Vieta di svoltare a destra al prossimo incrocio. |
|                 | Divieto di svoltare a sinistra                                                              | Vieta di svoltare a sinistra al prossimo incrocio. |
|                 | Divieto d'inversione                                                                        | Vieta di effettuare un'inversione di marcia. |
|                 | Divieto di sorpasso                                                                         | Vieta di sorpassare i veicoli a motore con due o più ruote. |
|                 | Fine divieto di sorpasso                                                                    | Indica la fine del divieto a tutti i veicoli di sorpassare i veicoli a motore diversi dai motocicli e dai ciclomotori. |
|                 | Divieto di sorpasso per gli autocarri                                                       | Indica il divieto a tutti i veicoli, non adibiti al trasporto di persone, di massa a pieno carico superiore a 3,5 t di sorpassare i veicoli a motore..                                                                                  |
|                 | Fine del divieto di sorpasso per gli autocarri                                              | Indica la fine del divieto a tutti i veicoli non adibiti al trasporto di persone di massa a pieno carico oltre 3,5 t di sorpassare i veicoli a motore.                                                                                  |
|                 | Velocità massima                                                                            | Indica la velocità massima in chilometri orari alla quale i veicoli possono procedere immediatamente dopo il segnale. |
|                 | Fine della velocità massima                                                                 | Indica la fine del limite sulla velocità massima alla quale i veicoli possono procedere e ripristina il consueto limite di velocità relativo alla strada percorsa.                                                                      |
|                 | Zona con limite di velocità                                                                 | Indica l'inizio di una zona a velocità limitata. |
|                 | Fine della zona a velocità limitata                                                         | Indica la fine della zona a velocità limitata. |
|                 | Divieto di segnalazioni acustiche                                                           | Vieta l'uso di avvisatori acustici salvo il caso di pericolo immediato o di trasporto feriti o ammalati gravi. |
|                 | Divieto di fermata                                                                          | Vieta la sosta e la fermata o qualsiasi temporanea sospensione della marcia ai veicoli. |
|                 | Divieto di sosta                                                                            | Vieta la sosta, fermata prolungata (parcheggio) ai veicoli, in quei luoghi dove per regola generale non vige tale divieto. |
|                 | Divieto di sosta nei giorni pari                                                            | Vieta la sosta, fermata prolungata (parcheggio) ai veicoli, in quei luoghi dove per regola generale non vige tale divieto soltanto nei giorni pari (dalle 21,oo del giorno precedente alle 19,00 del giorno interessato al divieto).    |
|                 | Divieto di sosta nei giorni dispari                                                         | Vieta la sosta, fermata prolungata (parcheggio) ai veicoli, in quei luoghi dove per regola generale non vige tale divieto soltanto nei giorni dispari (dalle 21,oo del giorno precedente alle 19,00 del giorno interessato al divieto). |
|                 | Zona con divieto di sosta                                                                   | Indica l'inizio di una zona con sosta vietata. |
|                 | Fine della zona con divieto di sosta                                                        | Indica la fine della zona con sosta vietata. |
|                 | Fermarsi alla dogana                                                                        | Obbliga i conducenti all'arresto per i controlli doganali in prossimità delle frontiere nazionali. |
|                 | Fermarsi per controlli                                                                      | Obbliga i conducenti all'arresto ed a non procedere oltre il segnale per un blocco stradale a causa di controlli. |
|                 | Fine dei divieti precedenti                                                                 | Indica il punto ove le prescrizioni precedentemente indicate cessano di essere valide. |
|                 | Fermarsi per controlli                                                                      | Obbliga i conducenti all'arresto per i controlli specificati all'interno del segnale. |

## Segnali di obbligo
| Segnale ucraino | Significato                                             | Spiegazione |
|                 | Direzione obbligatoria dritto                           | Indica che la sola direzione consentita al conducente è quella di andare dritta. |
|                 | Direzione obbligatoria a destra                         | Indica che la sola direzione consentita al conducente è quella di andare a destra. |
|                 | Direzione obbligatoria a sinistra                       | Indica che la sola direzione consentita al conducente è quella di andare a sinistra. |
|                 | Circolare diritto o svoltare a destra                   | Direzioni consentite a dritto ed a destra. |
|                 | Circolare diritto o svoltare a sinistra                 | Direzioni consentite a dritto ed a sinistra. |
|                 | Svoltare a destra o a sinistra                          | Direzioni obbligatorie a destra ed a sinistra. |
|                 | Passaggio obbligatorio a destra                         | Obbliga i conducenti a passare a destra dell'ostacolo come un cantiere, uno spartitraffico, un salvagente o un'isola di traffico.                                                               |
|                 | Passaggio obbligatorio a sinistra                       | Obbliga i conducenti a passare a sinistra dell'ostacolo come un cantiere, uno spartitraffico, un salvagente o un'isola di traffico.                                                             |
|                 | Passaggio obbligatorio a destra o sinistra              | Obbliga i conducenti a passare a destra o a sinistra dell'ostacolo come un cantiere, uno spartitraffico, un salvagente o un'isola di traffico.                                                  |
|                 | Intersezione con percorso rotatorio obbligato           | Indica ai conducenti l'obbligo di circolare nel verso antiorario indicato dalle frecce attorno all'area di rotazione. È posto subito prima di una piazza dove si svolge circolazione rotatoria. |
|                 | Strada per veicoli a motore                             | Indica l'inizio di un percorso riservato ai veicoli a motore. |
|                 | Velocità minima                                         | Vieta ai conducenti di procedere ad una velocità inferiore a quella indicata. |
|                 | Fine della velocità minima                              | Indica la fine della validità del limite minimo di velocità. |
|                 | Strada per biciclette                                   | Indica l'inizio di un percorso riservato alle biciclette. |
|                 | Fine della strada per biciclette                        | Indica l'inizio di un percorso riservato alle biciclette. |
|                 | Strada pedonale                                         | Indica un percorso riservato ai pedoni. |
|                 | Strada pedonale e ciclabile                             | Indica un percorso riservato ai pedoni ed alle biciclette. |
|                 | Pista ciclabile contigua al marciapiede                 | Indica la presenza di una pista ciclabile contigua al marciapiede. |
|                 | Strada per quadrupedi da sella                          | Indica un percorso riservato ai quadrupedi da sella. |
|                 | Direzione obbligatoria per veicoli con merci pericolose | Indica che la sola direzione consentita al conducente di mezzi con merci pericolose è quella di andare ove indicato dalla freccia.                                                              |
|                 | Obbligo di catene o pneumatici da neve                  | Vieta il transito ai veicoli sprovvisti di catene o gomme da neve. |
|                 | Fine dell'obbligo di catene o pneumatici da neve        | Indica la fine dell'obbligo di catene o pneumatici da neve. |

## Segnali di informazione
| Segnale ucraino | Significato                                                 | Spiegazione |
|                 | Autostrada                                                  | Indica l'inizio di un'autostrada. |
|                 | Fine dell'autostrada                                        | Indica la fine di un'autostrada. |
|                 | Strada riservata ai veicoli a motore                        | Indica l'inizio di una strada riservata ai veicoli a motore. |
|                 | Fine strada riservata ai veicoli a motore                   | Indica la fine di una strada riservata ai veicoli a motore. |
|                 | Senso unico                                                 | Segnala il termine del doppio senso di circolazione all'interno di una carreggiata.                                                                                             |
|                 | Fine del senso unico                                        | Segnala il termine del senso unico di circolazione all'interno di una carreggiata.                                                                                              |
|                 | Senso unico                                                 | Segnala il termine del doppio senso di circolazione all'interno di una carreggiata.                                                                                             |
|                 | Corsia riservata agli autobus                               | Indica che una corsia di marcia in senso opposto a quello abituale è riservata alla circolazione di autobus.                                                                    |
|                 | Fine della corsia riservata agli autobus                    | Indica la fine della corsia riservata alla circolazione di autobus. |
|                 | Strada a doppio senso di circolazione                       | Segnala che la strada su cui è posto il segnale è a doppio senso di circolazione e che quindi è possibile effettuare manovre di inversione del senso di marcia.                 |
|                 | Fine della strada a doppio senso di circolazione            | Segnala che la strada su cui è posto il segnale non è più a doppio senso di circolazione e che quindi non è più possibile effettuare manovre di inversione del senso di marcia. |
|                 | Utilizzo delle corsie in un incrocio                        | Indica la canalizzazione che si ha nel prossimo incrocio. |
|                 | Utilizzo delle corsie                                       | Indica la canalizzazione che si ha lungo la strada. |
|                 | Aumento delle corsie disponibili                            | Indica un aumento delle corsie disponibili con un'eventuale limitazione al transito o di velocità su una di esse.                                                               |
|                 | Riduzione delle corsie disponibili                          | Indica una riduzione delle corsie disponibili. |
|                 | Utilizzo delle corsie                                       | Indica l'utilizzo delle corsie disponibili. |
|                 | Corsia chiusa per lavori                                    | Indica una chiusura di una carreggiata a causa di lavori e l'immissione obbligatoria in quella opposta.                                                                         |
|                 | Uscita di scampo                                            | Indica una corsia demarcata in rossobianco seguita da un letto di ghiaia sul quale i conducenti, in caso di avaria dei freni, possono far fermare il veicolo.                   |
|                 | Inversione di marcia consentita                             | Segnala la possibilità di effettuare un'inversione di marcia. |
|                 | Inversione di marcia                                        | Indica un'uscita tramite la quale è possibile effettuare un'inversione di marcia.                                                                                               |
|                 | Indicatore di direzione per autocarri                       | Indica indica la direzione che devono prendere gli autocarri. |
|                 | Strada senza uscita                                         | Indica una strada senza uscita per tutti i veicoli. |
|                 | Preavviso di strada senza uscita                            | Preavvisa una strada senza uscita per tutti i veicoli. |
|                 | Preavviso di strada senza uscita                            | Preavvisa una strada senza uscita per tutti i veicoli. |
|                 | Velocità consigliata                                        | Indica la velocità consigliata nel tratto di strada. |
|                 | Strada residenziale                                         | Indica l'inizio di una zona residenziale. |
|                 | Fine della strada residenziale                              | Indica la fine di una zona residenziale. |
|                 | Zona pedonale                                               | Indica una zona in è vietata la circolazione di veicoli a motore o di biciclette nei giorni di sabato e festivi.                                                                |
|                 | Fine zona pedonale                                          | Indica la fine di una zona pedonale. |
|                 | Passaggio pedonale                                          | Indica un attraversamento pedonale non regolato da semaforo e non in corrispondenza di un incrocio stradale.                                                                    |
|                 | Sottopassaggio pedonale                                     | Indica un sottopassaggio pedonale. |
|                 | Cavalcavia pedonale                                         | Indica un cavalcavia pedonale. |
|                 | Parcheggio                                                  | Indica un parcheggio autorizzato. Consente la sosta a tempo indeterminato salvo indicazioni differenti.                                                                         |
|                 | Zona di parcheggio                                          | Indica una zona destinata a parcheggio autorizzato. Consente la sosta a tempo indeterminato salvo indicazioni differenti.                                                       |
|                 | Fine della zona di parcheggio                               | Indica la fine della zona destinata a parcheggio autorizzato. |
|                 | Fermata di autobus                                          | Segnala una fermata di autobus. |
|                 | Fermata di tram                                             | Segnala una fermata di tram. |
|                 | Fermata di filobus                                          | Segnala una fermata di filobus. |
|                 | Parcheggio riservato ai taxi                                | Segnala un parcheggio riservato ai taxi. |
|                 | Centro abitato                                              | Indica l'inizio di un centro abitato. |
|                 | Fine del centro abitato                                     | Indica la fine di un centro abitato. |
|                 | Inizio località                                             | Indica l'inizio di una località. |
|                 | Fine località                                               | Indica la fine di una località. |
|                 | Limiti di velocità generali                                 | Indica i limiti generali di velocità presenti nello Stato, validi per le autovetture. È posto in prossimità delle frontiere.                                                    |
|                 | Transitabilità                                              | Indica eventuali limitazioni al transito su una strada. |
|                 | Preavviso di intersezione autostradale                      | Preavvisa un'intersezione autostradale con altra autostrada. |
|                 | Presegnalazione di incrocio                                 | Indica le direzioni raggiungibili alprossimo incrocio che si andrà a raggiungere.                                                                                               |
|                 | Presegnalazione di direzioni su strada extraurbana          | Indica le direzioni raggiungibili al prossimo incrocio su strada extraurbana.                                                                                                   |
|                 | Indicatore di direzione - aeroporto                         | Indica la direzione da seguire per arrivare al luogo indicato. |
|                 | Guida del traffico                                          | Indica il percorso da seguire per pervenire in una via. |
|                 | Indicatore di direzione avanzato annunciante una deviazione | Indica che la strada principale è chiusa al traffico ed è in vigore una deviazione.                                                                                             |
|                 | Indicatore di direzione per deviazione                      | Indica le direzioni raggiungibili o il percorso da seguire in seguito ad una deviazione.                                                                                        |
|                 | Nome strada                                                 | Indica il nome di una via. |
|                 | Fiume                                                       | Indica il nome di un fiume. |
|                 | Segnale di conferma                                         | Indica le distanze ai prossimi centri abitati raggiungibili tramite la strada che si sta percorrendo.                                                                           |
|                 | Progressiva chilometrica                                    | Indica la progressiva chilometrica della strada in oggetto. |
|                 | Numero strada europea                                       | Identifica una strada europea. |
|                 | Numero strada nazionale                                     | Identifica una strada nazionale. |
|                 | Numero strada locale                                        | Identifica una strada locale. |
|                 | Fermarsi e dare precedenza                                  | Prescrive di fermarsi e dare la precedenza in corrispondenza di un luogo in cui normalmente tale prescrizione non è necessaria.                                                 |
|                 | Segnaletica stradale in rifacimento                         | Indica il rifacimento della segnaletica stradale. |
|                 | Aeroporto                                                   | Indica un aeroporto. |
|                 | Stazione ferroviaria                                        | Indica una stazione ferroviaria. |
|                 | Autostazione                                                | Indica una stazione di autobus. |
|                 | Chiesa                                                      | Indica una chiesa. |
|                 | Industria                                                   | Indica un'industria. |
|                 | Velocità controllata                                        | Indica una postazione di controllo della velocità. |

## Segnali di servizi
| Segnale ucraino | Significato                         | Spiegazione                                                                                                  |
|                 | Pronto soccorso                     | Indica la presenza di un pronto soccorso.                                                                    |
|                 | Ospedale                            | Indica la presenza di una struttura ospedaliera nelle vicinanze ed invita ad evitare i rumori.               |
|                 | Telefono di soccorso                | Indica un telefono di soccorso.                                                                              |
|                 | Estintore                           | Indica la presenza di un estintore.                                                                          |
|                 | Assistenza meccanica                | Indica la presenza di un'officina di riparazioni, la sua eventuale distanza e la direzione per raggiungerla. |
|                 | Autolavaggio                        | Indica la presenza di un posto per il lavaggio delle auto.                                                   |
|                 | Rifornimento                        | Indica la presenza di un posto di rifornimento e la sua eventuale distanza.                                  |
|                 | Rifornimento GPL                    | Indica la presenza di un posto di rifornimento GPL e la sua eventuale distanza.                              |
|                 | Rifornimento                        | Indica la presenza di un posto di rifornimento carburante e GPL e la sua eventuale distanza.                 |
|                 | Telefono                            | Indica un telefono pubblico.                                                                                 |
|                 | Informazioni                        | Indica un posto di informazioni pubbliche.                                                                   |
|                 | Polizia stradale                    | Indica la presenza di un posto di polizia stradale.                                                          |
|                 | Bagni pubblici                      | Indica la presenza di servizi igienici pubblici.                                                             |
|                 | Acqua                               | Indica la presenza di un posto di rifornimento idrico.                                                       |
|                 | Ristorante                          | Indica la presenza di un ristorante.                                                                         |
|                 | Bar                                 | Indica la presenza di un bar.                                                                                |
|                 | Area pic-nic                        | Indica la presenza di un'area pic-nic.                                                                       |
|                 | Albergo-motel                       | Indica la presenza di un albergo o un motel.                                                                 |
|                 | Ostello della giuventù              | Indica la presenza di un ostello della gioventù.                                                             |
|                 | Campeggio                           | Indica un campeggio.                                                                                         |
|                 | Terreno per roulottes               | Indica un terreno per roulottes.                                                                             |
|                 | Campeggio con terreno per roulottes | Indica la presenza di un campeggio od un terreno per roulottes.                                              |
|                 | Bungalows                           | Indica un campeggio dotato di bungalows.                                                                     |
|                 | Punto di partenza per escursionismo | Indica un punto di pertenza per itinerari escursionistici.                                                   |
|                 | Luogo di balneazione                | Indica la presenza di un luogo in cui è possibile esercitare la balneazione (piscina o spiaggia).            |
|                 | Luogo di interesse                  | Indica la presenza di un luogo di rilevanza artistica, naturale o culturale.                                 |

## Pannelli integrativi
| Segnale ucraino | Significato                            | Spiegazione |
|                 | Distanza                               | Indica la distanza alla prescrizione indicata. |
|                 | Distanza allo STOP                     | Indica la distanza al segnale di fermarsi e dare precedenza.                                                                                      |
|                 | Distanza a lato                        | Indica la distanza alla prescrizione indicata sul lato indicato.                                                                                  |
|                 | Estesa                                 | Indica per quanti metri o chilometri il segnale a cui si riferisce è valido.                                                                      |
|                 | Estesa dal punto                       | Indica per quanti metri o chilometri il segnale a cui si riferisce è valido.                                                                      |
|                 | Continua e fine                        | Indicano la continuazione e la fine di una prescrizione.                                                                                          |
|                 | Inizio, continua e fine                | Indicano l'inizio, la continuazione e la fine di una prescrizione in orizzontale.                                                                 |
|                 | Sabato, domenica e giorni festivi      | Indica che il segnale a cui il pannello integrativo si riferisce è valido nei giorni di sabato, domenica o nei festivi.                           |
|                 | Giorni feriali                         | Indica che il segnale a cui il pannello integrativo si riferisce è valido nei giorni feriali.                                                     |
|                 | Giorni                                 | Indica che il segnale a cui il pannello integrativo si riferisce è valido nei giorni indicati.                                                    |
|                 | Validità                               | Indica che il segnale a cui il pannello integrativo si riferisce è valido nelle ore indicate.                                                     |
|                 | Validità il sabato, domenica e festivi | Indica che il segnale a cui il pannello integrativo si riferisce è valido nelle ore indicate nei giorni di sabato, domenica o nei giorni festivi. |
|                 | Validità nei giorni feriali            | Indica che il segnale a cui il pannello integrativo si riferisce è valido nelle ore indicate dei giorni feriali.                                  |
|                 | Validità nei giorni indicati           | Indica che il segnale a cui il pannello integrativo si riferisce è valido nelle ore indicate dei giorni indicati.                                 |
|                 | Categorie                              | Indica che l'indicazione è riferita alla categoria di veicoli indicata.                                                                           |
|                 | Disposizione dei posti auto            | Indicano la disposizione dei posti auto. |
|                 | Motore spento                          | Indica che il posteggio per cui il pannello integrativo si riferisce è da effettuare mantenendo il motore spento.                                 |
|                 | Andamento della strada principale      | Indica l'andamento della strada principale. |
|                 | Segnale di corsia                      | Indica la corsia sulla quale è installato il segnale. Viene utilizzato in segnali installati a ponte sopra la carreggiata.                        |
|                 | Numero di curve                        | Indica il numero di curve che si riferiscono al segnale indicato.                                                                                 |
|                 | Traghetto per auto                     | Indica una postazione per raggiungere un traghetto.                                                                                               |
|                 | Neve o ghiaccio                        | Indica che l'indicazione od il pericolo per il quale viene installato è valido in caso di ghiaccio o neve.                                        |
|                 | Pioggia                                | Indica che l'indicazione od il pericolo per il quale viene installato è valido in caso di pioggia.                                                |
|                 | Pedaggio                               | Indica che è necessario un pedaggio per percorrere la strada lungo cui il segnale è posto.                                                        |
|                 | Ispezione dei veicoli                  | Indica che l'officina o il posto di riparazione è attrezzato per l'ispezione tecnica dei veicoli.                                                 |
|                 | Ipovedenti                             | Indica che la prescrizione è riservata alle persone ipovedenti.                                                                                   |
|                 | Disabili                               | Indica che la prescrizione è riservata alle persone con disabilità.                                                                               |
|                 | Eccetto disabili                       | Indica che la prescrizione non è valida per le persone con disabilità.                                                                            |
|                 | Peso                                   | Indica il peso specifico per il segnale a cui si riferisce.                                                                                       |
|                 | Estesa temporale                       | Indica da che giorno è valida l'indicazione per la quale il segnale si riferisce.                                                                 |
|                 | Possibilità di incidente               | Indicano e segnalano la possivilità di avere un incidente del modo indicato.                                                                      |
|                 | Sciatori                               | Indica la possibilità di incontrare degli sciatori lungo la strada.                                                                               |